# Społeczeństwo tradycyjne
Społeczeństwo tradycyjne (inaczej: społeczeństwo preindustrialne, społeczeństwo kopieniackie, społeczeństwo pasterskie) – każde społeczeństwo, które nie osiągnęło jeszcze etapu społeczeństwa przemysłowego, a więc zarówno społeczeństwo rolnicze, jak i społeczeństwo pierwotne, charakteryzujące się dużym odsetkiem ludności zamieszkałej na wsiach; wysokim analfabetyzmem; dominacja grup pierwotnych nad wtórnymi; brakiem instytucji formalnej kontroli lub niewielką liczbą tego typu instytucji; gospodarką opartą na rolnictwie i rzemiośle, gdzie podstawową jednostką gospodarczą jest gospodarstwo domowe; brakiem indywidualizmu jednostek; niewielka rolą pieniądza w handlu.